# Senčak pri Juršincih
Senčak pri Juršincih este o localitate din comuna Juršinci, Slovenia, cu o populație de 92 de locuitori.